# Michael Stein (Journalist)
Michael Stein (* 26. Februar 1962 in Bochum) ist ein deutscher Journalist mit den Themenschwerpunkten Wissenschaft und Technik. Er arbeitet für Radio, Fernsehen, Print- und Online-Medien.

## Leben
Michael Stein schloss seine Schulausbildung 1981 mit dem Abitur an der Goethe-Schule in Bochum ab. Er studierte bis 1985 Rechtswissenschaften an der Ruhr-Universität in Bochum und absolvierte anschließend im Verlag Data Becker sein Volontariat. Seitdem arbeitet Stein als Journalist. Seit 2004 studiert er außerdem parallel zu seiner journalistischen Arbeit Evangelische Theologie an der Kirchlichen Hochschule Wuppertal/Bethel und an der Ruhr-Universität in Bochum.
Michael Stein war von 1985 bis 1988 Redakteur, später Ressortleiter Hardware bei der Computer-Zeitschrift Data Welt (später: PC Praxis). 1988 gründete er ein Redaktionsbüro.
Stein entwickelte 1987 für den NDR das erste Computer-Magazin im Radio mit und war dann auch als Autor und Moderator aktiv. Er moderierte Call-In-Sendungen für den NDR-Hörfunk zu Themen rund um Computer und Technik und wirkte an der Konzeption, Realisation und Moderation von Sendungen rund um Computer im Programm für Kinder des NDR mit. 1994 kreierte er für den NDR die Hörfunk-Serie „Die Bitmanns“, eine unterhaltsame Radio-Soap, die gleichzeitig Computer-Grundwissen vermittelte. Die Serie wurde von NDR, SWR und WDR ausgestrahlt. Stein konzipierte für den SWR das Computermagazin „Welt am Draht“ (SWR2) und war als Autor und Moderator der Sendung tätig. Für den NDR moderierte er das Radio-Wissenschaftsmagazin Logo. 
Er war als Autor für Stern, Tomorrow und Macwelt sowie Kolumnist für Spiegel Online. 2007 und 2010 arbeitete er als Redakteur in der Redaktionsgruppe Wissenschaft, Umwelt, Technik des WDR. 2013 entwickelte er sein eigenes Portal Fragdenstein.de, wo unter dem Motto „Fragen und Antworten für ein besseres Leben mit Technik“ technische Themen aus den Bereichen Computer, Internet, Mobilfunk, Audio/Video, Haushalt, Pflege und Freizeit journalistisch behandelt werden. Stein berichtet wöchentlich im Service Computer auf WDR5 über Themen rund um Computer und Internet.
Michael Stein veröffentlichte 1986 das Fachbuch Atari ST für Einsteiger. 2005 erschien Die digitale Modellbahn.

## Ehrungen und Auszeichnungen
- 2014 Journalistenpreis Informatik in der Kategorie „Hörfunk“ für das WDR-Radio-Feature E-Mail und die Detektive.[5]